# Аналоговый функциональный блок
Аналоговый функциона́льный блок, блок операционный — совокупность элементов АВМ структурного типа, которые реализуют какую-либо одну математическую операцию. Эти элементы объединяются в систему для решения задач в соответствии со структурной схемой модели, образуя модель задачи.

## Блоки
К аналоговым функциональным блокам относятся:
- блок суммирования (сумматор)
- инвертор
- интегратор
- масштабное звено
- блок нелинейности
- множительно-делительное устройство
- усилитель операционный
- блок переменных коэффициентов

### Интегросумматор
Интегросумматор (интегро-сумматор) — аналоговый функциональный блок в АВМ структурного типа, в котором выходная величина {\displaystyle y(t)} и входные величины {\displaystyle x_{i}(t)}, связаны зависимостью:
{\displaystyle y(t)=-\int _{0}^{t}\sum _{i=1}^{n}k_{i}x_{i}(t)dt+y_{0}=-\sum _{i=1}^{n}k_{i}\int _{0}^{t}x_{i}(t)dt+y_{0}},
где {\displaystyle k_{i}} — коэффициент передачи по i-му входу, а {\displaystyle y(0)} — начальное значение входной переменной, определяемое из начальных условий.
Интегросумматор представляет собой обычный интегратор с несколькими входами. Напряжение на его выходе:
{\displaystyle U_{out}(t)=-\int _{0}^{t}\sum _{i=1}^{n}{\frac {1}{R_{i}C}}U_{i(in)}(t)dt+U_{out}(0)=-\sum _{i=1}^{n}{\frac {1}{R_{i}C}}\int _{0}^{t}U_{i(in)}(t)dt+U_{out}(0)}.

### Квадратор
Функциональный преобразователь, осуществляющий возведение в квадрат входной переменной. Передаточная функция квадратора реализуется кусочно-линейной аппроксимацией в первом квадранте системы координат. Работа квадратора при разнополярных входных сигналах обеспечивается знакоинвертирующим усилителем. Квадраторы преимущественно конструируются на базе диодных блоков.